# 埃玛·贝里隆德
埃玛·贝里隆德（瑞典語：Emma Berglund，1988年12月19日—），瑞典女子足球运动员。她曾代表瑞典参加2012年和2016年夏季奥林匹克运动会足球比赛，其中2016年奥运会获得一枚银牌。